# Opel Mokka A
Pour les articles homonymes, voir Opel Mokka.
L'Opel Mokka, devenu Mokka X en 2016, est un crossover citadin produit par le constructeur automobile allemand Opel. Il est vendu sous la marque Vauxhall au Royaume-Uni, Opel en Europe et Buick pour le marché nord-américain et chinois, sous le nom de Buick Encore. Il est assemblé dans l'usine de General Motors à Bupyeong en Corée du Sud, à Saragosse en Espagne, ainsi qu'en Chine et en Russie.

## Histoire

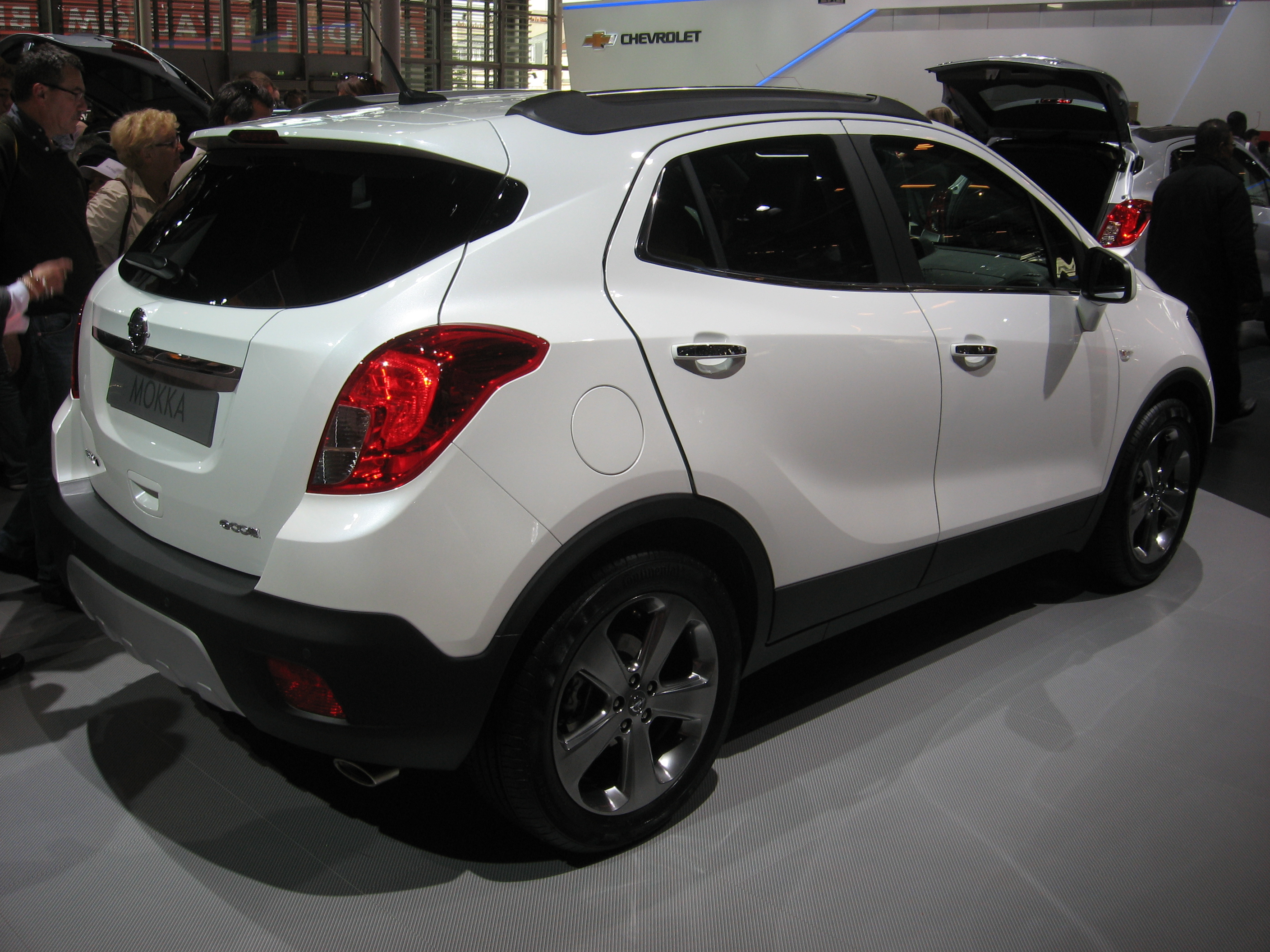
Opel Mokka I phase 1

## Motorisations
|                            | 1.6 CDTi 110           | 1.6 CDTi 136           | 1.6 CDTi 136           | 1.6 CDTi 136           | 1.7 CDTi 130           | 1.7 CDTi 130           | 1.7 CDTi 130           | 1.6 115                | 1.4 Turbo 140          | 1.4 Turbo 140          | 1.4 Turbo 140          | 1.8 140                | 1.8 140                |
| -------------------------- | ---------------------- | ---------------------- | ---------------------- | ---------------------- | ---------------------- | ---------------------- | ---------------------- | ---------------------- | ---------------------- | ---------------------- | ---------------------- | ---------------------- | ---------------------- |
| Moteur                     | 4 cylindres en ligne   | 4 cylindres en ligne   | 4 cylindres en ligne   | 4 cylindres en ligne   | 4 cylindres en ligne   | 4 cylindres en ligne   | 4 cylindres en ligne   | 4 cylindres en ligne   | 4 cylindres en ligne   | 4 cylindres en ligne   | 4 cylindres en ligne   | 4 cylindres en ligne   | 4 cylindres en ligne   |
| Cylindrée                  | 1 598 cm3              | 1 598 cm3              | 1 598 cm3              | 1 598 cm3              | 1 686 cm3              | 1 686 cm3              | 1 686 cm3              | 1 598 cm3              | 1 364 cm3              | 1 364 cm3              | 1 364 cm3              | 1 796 cm3              | 1 796 cm3              |
| Puissance maxi             | 110 ch à 4 000 tr/min  | 136 ch à 3 500 tr/min  | 136 ch à 3 500 tr/min  | 136 ch à 3 500 tr/min  | 130 ch à 4 000 tr/min  | 130 ch à 4 000 tr/min  | 130 ch à 4 000 tr/min  | 115 ch à 6 000 tr/min  | 140 ch à 4 900 tr/min  | 140 ch à 4 900 tr/min  | 140 ch à 4 900 tr/min  | 140 ch à 6 300 tr/min  | 140 ch à 6 300 tr/min  |
| Couple maxi                | 300 N m à 2 000 tr/min | 320 N m à 2 000 tr/min | 320 N m à 2 000 tr/min | 320 N m à 2 000 tr/min | 300 N m à 2 000 tr/min | 300 N m à 2 000 tr/min | 300 N m à 2 000 tr/min | 155 N m à 4 000 tr/min | 200 N m à 1 850 tr/min | 200 N m à 1 850 tr/min | 200 N m à 1 850 tr/min | 178 N m à 3 800 tr/min | 178 N m à 3 800 tr/min |
| Boîte de vitesses          | BVM6 4x2               | BVM6 4x2               | BVA6 4x2               | BVM6 4x4               | BVM6 4x4               | BVA6 4x2               | BVM6 4x4               | BVM5 4x2               | BVM6 4x2               | BVA6 4x2               | BVM6 4x4               | BV6 4x2                | BV6 4x4                |
| Vitesse maxi (en km/h)     | 178                    | 191                    | 188                    | 187                    | 190                    | 184                    | 185                    | 174                    | 196                    | 191                    | 186                    | 197                    | 190                    |
| 0-100 km/h                 | 12,5 s                 | 9,9 s                  | 10,9 s                 | 10,3 s                 | 10,0 s                 | 10,0 s                 | 10,5 s                 | 12,3 s                 | 9,9 s                  | 10,7 s                 | 9,9 s                  | 11,5 s                 | 9,8 s                  |
| Consommation (en L/100 km) | 4,1                    | 4,1                    | 5,1                    | 4,7                    | 4,5                    | 5,3                    | 4,9                    | 6,5                    | 6                      | 7                      | 6,7                    | 7,4                    | 7,9                    |
| Émissions de CO2 (en g/km) | 109                    | 109                    | 134                    | 124                    | 120                    | 139                    | 129                    | 153                    | 139                    | 154                    | 149                    | -                      | -                      |

## Finitions

### Séries spéciales
- Midnight Edition

## Mokka X

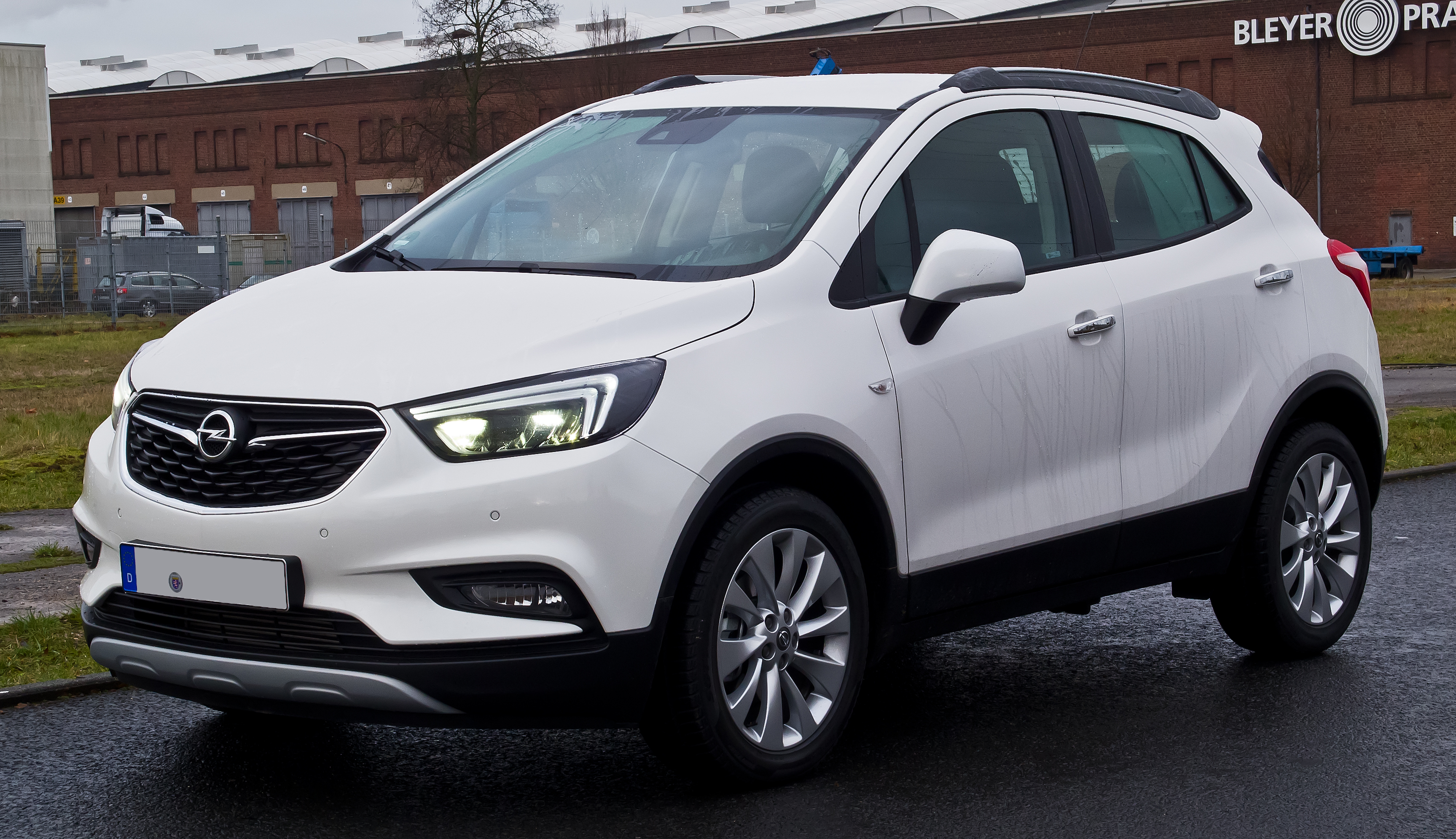
Opel Mokka X

Le 4 février 2016, Opel présente les premières photos officielles du Mokka restylé : la face avant est entièrement redessinée. Les phares sont modernisés et intègrent des feux diurnes à LED, le capot arbore une nervure centrale, la calandre est ornée d'une aile horizontale, issue de celle des dernières nouveautés d'Opel (Corsa, Astra), le bouclier est sculpté en forme de X et les feux arrière sont à LED. Le Mokka devient alors Mokka X : X sera le signe des futurs SUV d'Opel. Le Mokka X est dévoilé au Salon de Genève 2016 pour être commercialisé en fin d'année.
Fin novembre 2019, Opel arrête définitivement la production du Mokka X après plus d'un million d'exemplaires produit.